# Autostrada M0 (Węgry)
Autostrada M0 (węg. M0 autóút) – autostrada na Węgrzech pełniąca funkcję obwodnicy Budapesztu. Obecnie autostrada łączy autostrady M1, M7, M6, M5, M4, M31, M3 i M2, które dochodzą do stolicy Węgier.

## Sektory
Obwodnica podzielona jest na cztery sektory:

### Sektor południowy (déli szektor)
Przebiega od węzła z M1 poprzez M7 i M6 do M5. Jest to najstarszy sektor – pierwszy fragment pomiędzy M5 a drogą nr 51 został wybudowany w 1988 roku. Sektor nie spełnia formalnych wymogów autostrady (ograniczenie 80 km/h).
Odcinek pomiędzy drogą nr 5 a autostradą M5 będzie wybudowany bardziej na południe od istniejącego śladu. Obecnie autostrada biegnie od drogi nr 5 na północny wschód do M5. Odcinek ten jest oznakowany jako M51 (dawniej M0a). Następnie przez 5km razem z M5 na południe i potem na północny wschód dalej swoim śladem. Po wybudowaniu nowego fragmentu wspólny odcinek zostanie wyeliminowany.

### Sektor wschodni (keleti szektor)
Od węzła M5 do M3. Fragment od M5 do M4 został wybudowany w 2005 roku, a część od M4 do M3 została ukończona we wrześniu 2008 r.

### Sektor północny (északi szektor)
Od M3 do drogi krajowej nr 10. Część od M3 do Dunaju istnieje od 1999 roku jako drogi 2/A i 2/B. Obydwie mają po dwa pasy ruchu w każdą stronę, ale 2/A nie posiada pasa rozdzielającego. Stąd ograniczenie prędkości do 80 km/h na tym fragmencie. Kolejne fragmenty – Most Megyeri i część od mostu do drogi nr 11 zostały oddane do użytku we wrześniu 2008 roku. Odcinek od drogi nr 11 do drogi nr 10 (około 9km) i w przyszłości do autostrady M10 jest w fazie planowania.

### Sektor zachodni (nyugati szektor)
Odcinek od drogi nr 10 do M1 obecnie nie istnieje. Plany na przyszłość przewidują jego wybudowanie, ale jak na razie nie istnieje konkretny harmonogram prac.